# Lala Moulaye Ezzedine
Lala Moulaye Ezzedine, née en 1960,, est une banquière de nationalité nigérienne. Elle est la présidente du conseil d'administration du groupe Bank of Africa Côte d'Ivoire.

## Biographie
Lala Moulaye Ezzedine est diplômée d’un DESS en administration des entreprises. Sœur aînée de l'ancienne Première dame du Niger Lalla Malika Issoufou, elle commence sa carrière professionnelle en 1987 et rejoint en 2000 la filiale Bank of Africa Côte d’Ivoire en qualité de directrice des opérations et du développement. Elle devient en 2007 la directrice générale de ladite banque, qu'elle dirige jusqu'en 2014 et est promue administrateur au Conseil du Coton et de l'Anacarde le 29 octobre 2013. Lala Moulaye Ezzedine est nommée présidente du conseil d'Administration de Bank of Africa Côte d'Ivoire dans le dernier trimestre de l'année 2014, ce qui fait d'elle la première femme à occuper ce poste dans une banque en Côte d'Ivoire,. Présidente du Club des dirigeants de Banques et établissements de Crédit d'Afrique, elle est également la première vice-présidente de l'Association professionnelle des banques et établissements financiers de Côte d'Ivoire (APBEF-CI).

## Distinction
Lala Moulaye Ezzedine est depuis novembre 2012 chevalier de l'ordre du Mérite ivoirien,,.